# Jorge Olguín
Jorge Mario Olguín (ur. 17 maja 1952 w Dolores) – argentyński trener piłkarski, a wcześniej piłkarz grający na pozycji prawego obrońcy.

## Kariera klubowa
Olguín piłkarską karierę rozpoczynał w zespole CA San Lorenzo de Almagro, w barwach którego zadebiutował w 1971 roku w Primera División. W 1972 roku osiągnął swoje pierwsze w karierze sukcesy – najpierw z San Lorenzo wygrał fazę Metropolitano, a w drugiej części sezonu fazę Nacional (zespół nie przegrał żadnego meczu). Kolejny sukces z San Lorenzo odniósł 2 lata później, gdy znów wygrał fazę Nacional. W 1979 roku, po 8 latach gry w San Lorenzo, Olguín przeniósł się do CA Independiente, z którym jedyny sukces osiągnął w roku 1983, gdy wygrał z nim fazę Metropolitano. W Independiente Jorge spędził 4 lata, jednak musiał walczyć o miejsce w składzie z internacjonałem Pedro Monzónem, toteż w 1984 roku znów zmienił klub, tym razem na inny pochodzący z Buenos Aires – Argentinos Juniors. Już w pierwszym sezonie wygrał z nim fazę Metropolitano, a rok później Nacional. W 1985 roku osiągnął także swój największy sukces w piłce klubowej – zdobył Copa Libertadores, a miał w tym duży udział występując w obu meczach finałowych z Ameriką Cali. W 1986 roku wywalczył jeszcze mniej znaczący Copa Interamericana, a 2 lata później zakończył piłkarską karierę w wieku 36 lat. W lidze argentyńskiej Olguín wystąpił w 529 meczach i zdobył 53 gole.

## Kariera reprezentacyjna
W reprezentacji Argentyny Olguín zadebiutował w 1976 roku. 2 lata później znalazł się w kadrze na Mistrzostwa Świata, których Argentyna była gospodarzem. Na mundialu miał pewne miejsce w podstawowej jedenastce, grając na prawej obronie i wystąpił także w wygranym 3:1 po dogrywce finale z Holandią, dzięki czemu mógł świętować największy sukces w karierze, czyli mistrzostwo świata.
W 1982 roku Olguín ponownie znalazł się w kadrze „Albicelestes” na mistrzostwa świata, tym razem był to mundial w Hiszpanii. Tam podobnie jak 4 lata wcześniej był podstawowym zawodnikiem kadry i grał we wszystkich meczach, jednak Argentyna nie obroniła mistrzostwa i odpadła już w drugiej rundzie przegrywając 1:2 z Włochami oraz 1:3 z Brazylią. Po tym turnieju Olguín zakończył reprezentacyjną karierę. W kadrze przez 6 lat wystąpił łącznie w 60 meczach.

## Kariera trenerska
Po zakończeniu kariery piłkarskiej Olguín został trenerem. Szkolił drużyny argentyńskie (Argentinos Juniors, CA Colón, Club Almagro, Deportivo Español), japońskie (Avispa Fukuoka) oraz kostarykańskie (Deportivo Saprissa, Club Santa Bárbara, LD Alajuelense), jednak nie osiągnął z nimi jakiś znaczących sukcesów.

## Sukcesy
- Mistrzostwo fazy Metropolitano: 1972 z San Lorenzo, 1983 z Independiente, 1984 z Argentinos Juniors
- Mistrzostwo fazy Nacional: 1972, 1974 z San Lorenzo, 1985 z Argentinos Juniors
- Copa Libertadores: 1985 z Argentinos Juniors
- Copa Interamericana: 1986 z Argentinos Juniors
- Mistrzostwo świata: 1978
- Udział w MŚ: 1978, 1982